# Magurski Potok
Magurski Potok (także Magura) – potok, dopływ Czarnego Dunajca. Jego górnym biegiem jest Bzdyków Potok wypływający ze źródła na wysokości 1095 m na polanie Bzdykówka na północnych stokach Magury Witowskiej w Orawicko-Witowskich Wierchach. Z polany Bzdykówka Magurski Potok spływa w kierunku północno-wschodnim, przecina szosę Zakopane – Czarny Dunajec, i na wysokości 834 m uchodzi do Czarnego Dunajca jako jego lewy dopływ.
Magurski Potok ma długość 2,9 km i średni spadek 9%. Posiada 2 dopływy: Basiorów Potok (prawy) i Skoruszów Potok (lewy). Większa część zlewni znajduje się na porośniętych lasem północnych stokach Magury Witowskiej, tylko dolna jej część to zabudowane obszary Witowa.